# Медресе Амира Алим-хана
Медресе Амира Алим-хана (Амир Олимхана, Амир Олимхон) (узб. Amir Olimxon madrasasi) — медресе, основанное в 1915 году в Бухаре (Узбекистан) в тогдашней столице Бухарского эмирата узбекским правителем Сеид Алим-ханом.

## История
Медресе построено в 1914—1915 годах на месте бани Кази Калян, от которого сохранилось восьмигранное купольное помещение, на средства последнего узбекского правителя Бухарского эмирата — Сеид Алим-хана.
Медресе расположено в южной стороне площади ансамбля Пои-Калян, рядом медресе Мири Араб.
Закрыто в начале Советской власти. С начала 1924 года памятник служил городской библиотекой. Позже был преобразован на детскую библиотеку им. Павлика Морозова.
Ныне входит в «Национальный перечень объектов недвижимости материального культурного наследия Узбекистана». По ныне продолжает функционировать в качестве библиотеки.
Государственная программа предусматривала реставрацию медресе в 2011 году.